# 額爾德特氏
额尔德特氏，八旗蒙古姓氏。又作鄂尔德特、鄂尔克特、额勒德特、鄂尔特，本蒙古达斡尔族姓氏，蒙古东方三部落之一，世居喀喇沁、黑龙江，后冠汉字姓傅姓、鄂姓。

## 著名人物
- 和瑛，蒙古镶黄旗人，乾隆三十六年进士，嘉庆时刑部尚书
- 壁昌，和瑛之子，道光时两江总督
- 錫珍，璧昌之孙，同治七年进士，光绪时吏部尚书
- 谦福，和瑛之孙，道光十五年进士，官至翰林院侍讲
- 文绣，錫珍之孙女，溥仪的淑妃